# Tele
Tele（テレ、2000年6月1日 - ）は、日本の音楽家で、谷口喜多朗（たにぐちきたろう）のソロプロジェクトである。所属レーベルはトイズファクトリー、所属事務所はRED。2022年に活動を開始した。

## 概要
2022年より活動を開始した、谷口喜多朗のソロプロジェクトである。作詞・作曲・編曲まで、その全てを谷口1人で手掛けている。
「Tele」というプロジェクト名は、アメリカの楽器メーカー・フェンダー社が開発したエレキギターのテレキャスターの命名の経緯に由来する。当時普及し始めたテレビに肖って命名されたという、その「意味のなさ」に惹かれ、自身のプロジェクトもあくまで枠組に過ぎないという思いを込め、その名を冠した。
またシンガーソングライターではなくソロプロジェクトという肩書を掲げるのは、バンドが好きであるということに加えて、人が集まって音楽が生まれることに意味を見出しているからだと言う。
『EIGHT-JAM』（テレビ朝日）の米津玄師特集では、米津本人が最近聴いているアーティストとしてTeleの名を挙げた。

## 来歴
学生時代「Tele」の名でスリーピースバンドを組んでいたが、2020年頃に谷口以外のメンバーが脱退。残された谷口が名前を付けたのに何も成し得ていないということから「Tele」の名を残し音楽活動を継続。2022年1月1日にFM802にて「バースデイ」の初オンエアから再始動。
2022年6月1日に1stアルバム『NEW BORN GHOST』をリリース。その後も継続的にリリースを続け、コロナ禍に11月2日東京キネマ倶楽部にて初ワンマンライブ「東京宣言」を開催。
2023年にはSpotifyが躍進を期待するアーティストをセレクトする「RADAR：Early Noise 2023」に選出。同年2度目のワンマンライブ「nai ma ze」を東京と大阪にて開催。続いて初の全国ツアー「祝　／　呪」を開催。
2024年には、初となる日本武道館公演を含むワンマンツアー「箱庭の灯」を開催。武道館公演開催日の6月1日は1stアルバム『NEW BORN GHOST』がリリースされた日であり、谷口の誕生日とも同日である。
2025年には、横浜アリーナを含む全国ツアー「残像の愛し方」を開催。4月23日には2ndアルバム『「残像の愛し方、或いはそれによって産み落ちた自身の歪さを、受け入れる為に僕たちが過ごす寄る辺の無い幾つかの日々について。」』を発売する。
6月25日に配信限定EP『硝子の線』を発売。収録曲の「がらすの線」と「硝子の線」でウェブアニメ『タコピーの原罪』のエンディングテーマを担当した。
2025年12月13日に自身初の幕張メッセ公演を開催し、2026年2月からはツアーも行う予定。

## ディスコグラフィ

### 配信限定シングル
| #    | 配信日 | 配信日   | タイトル     | 規格                   | 収録アルバム |
| #    | 年     | 月日     | タイトル     | 規格                   | 収録アルバム |
| ---- | ------ | -------- | ------------ | ---------------------- | --- |
| 1st  | 2022年 | 1月5日   | バースデイ   | デジタル・ダウンロード | NEW BORN GHOST |
| 2nd  | 2022年 | 2月9日   | 私小説       | デジタル・ダウンロード | NEW BORN GHOST |
| 3rd  | 2022年 | 3月16日  | 夜行バス     | デジタル・ダウンロード | NEW BORN GHOST |
| 4th  | 2022年 | 4月27日  | 花瓶         | デジタル・ダウンロード | NEW BORN GHOST |
| 5th  | 2022年 | 9月17日  | Véranda      | デジタル・ダウンロード | 「残像の愛し方、或いはそれによって産み落ちた自身の歪さを、受け入れる為に僕たちが過ごす寄る辺の無い幾つかの日々について。」 |
| 6th  | 2022年 | 11月2日  | 東京宣言     | デジタル・ダウンロード | 「残像の愛し方、或いはそれによって産み落ちた自身の歪さを、受け入れる為に僕たちが過ごす寄る辺の無い幾つかの日々について。」 |
| 7th  | 2022年 | 12月14日 | ロックスター | デジタル・ダウンロード | 「残像の愛し方、或いはそれによって産み落ちた自身の歪さを、受け入れる為に僕たちが過ごす寄る辺の無い幾つかの日々について。」 |
| 8th  | 2023年 | 2月15日  | 鯨の子       | デジタル・ダウンロード | 「残像の愛し方、或いはそれによって産み落ちた自身の歪さを、受け入れる為に僕たちが過ごす寄る辺の無い幾つかの日々について。」 |
| 9th  | 2023年 | 4月26日  | ことほぎ     | デジタル・ダウンロード | 「残像の愛し方、或いはそれによって産み落ちた自身の歪さを、受け入れる為に僕たちが過ごす寄る辺の無い幾つかの日々について。」 |
| 10th | 2023年 | 9月6日   | 金星         | デジタル・ダウンロード | 「残像の愛し方、或いはそれによって産み落ちた自身の歪さを、受け入れる為に僕たちが過ごす寄る辺の無い幾つかの日々について。」 |
| 11th | 2023年 | 10月18日 | ホムンクルス | デジタル・ダウンロード | 「残像の愛し方、或いはそれによって産み落ちた自身の歪さを、受け入れる為に僕たちが過ごす寄る辺の無い幾つかの日々について。」 |
| 12th | 2023年 | 11月29日 | 初恋         | デジタル・ダウンロード | 「残像の愛し方、或いはそれによって産み落ちた自身の歪さを、受け入れる為に僕たちが過ごす寄る辺の無い幾つかの日々について。」 |
| 13th | 2024年 | 4月17日  | カルト       | デジタル・ダウンロード | 「残像の愛し方、或いはそれによって産み落ちた自身の歪さを、受け入れる為に僕たちが過ごす寄る辺の無い幾つかの日々について。」 |
| 14th | 2024年 | 5月29日  | 花筏         | デジタル・ダウンロード | 「残像の愛し方、或いはそれによって産み落ちた自身の歪さを、受け入れる為に僕たちが過ごす寄る辺の無い幾つかの日々について。」 |
| 15th | 2024年 | 7月17日  | 箱庭の灯     | デジタル・ダウンロード | 「残像の愛し方、或いはそれによって産み落ちた自身の歪さを、受け入れる為に僕たちが過ごす寄る辺の無い幾つかの日々について。」 |
| 16th | 2024年 | 9月4日   | 包帯         | デジタル・ダウンロード | 「残像の愛し方、或いはそれによって産み落ちた自身の歪さを、受け入れる為に僕たちが過ごす寄る辺の無い幾つかの日々について。」 |
| 17th | 2025年 | 1月15日  | ブルーシフト | デジタル・ダウンロード | 「残像の愛し方、或いはそれによって産み落ちた自身の歪さを、受け入れる為に僕たちが過ごす寄る辺の無い幾つかの日々について。」 |
| 18th | 2025年 | 2月26日  | 残像の愛し方 | デジタル・ダウンロード | 「残像の愛し方、或いはそれによって産み落ちた自身の歪さを、受け入れる為に僕たちが過ごす寄る辺の無い幾つかの日々について。」 |
| 先行 | 2025年 | 4月2日   | DNA          | デジタル・ダウンロード | 「残像の愛し方、或いはそれによって産み落ちた自身の歪さを、受け入れる為に僕たちが過ごす寄る辺の無い幾つかの日々について。」 |
| 19th | 2025年 | 6月25日  | 硝子の線     | デジタル・ダウンロード | 未収録 |
| 20th | 2025年 | 8月13日  | サマードッグ | デジタル・ダウンロード | 未収録 |

### ミュージック・ビデオ
| 公開日         | タイトル     | 監督             |
| -------------- | ------------ | ---------------- |
| 2022年1月5日   | バースデイ   | Kei Murotani     |
| 2022年3月16日  | 夜行バス     | Kei Murotani     |
| 2022年4月28日  | 花瓶         | 加藤マニ         |
| 2022年6月1日   | comedy       | 藤代 雄一朗      |
| 2022年9月21日  | Véranda      | GROUPN           |
| 2022年12月14日 | ロックスター | 加藤マニ         |
| 2023年2月15日  | 鯨の子       | GROUPN           |
| 2023年4月26日  | ことほぎ     | 黒柳勝喜         |
| 2023年9月8日   | 金星         | GROUPN           |
| 2023年11月4日  | ホムンクルス | 齊藤公太郎       |
| 2023年11月30日 | 初恋         | 井上青           |
| 2024年4月17日  | カルト       | GROUPN           |
| 2024年5月29日  | 花筏         | GROUPN           |
| 2024年7月19日  | 箱庭の灯     | GROUPN           |
| 2024年9月4日   | 包帯         | Kazuki Yamaguchi |
| 2025年2月26日  | 残像の愛し方 | 岡本太玖斗       |
| 2025年4月5日   | DNA          | Tai Nakazawa     |
| 2025年4月25日  | ぱらいそ     | 山口一樹         |
| 2025年6月15日  | ひび         | GROUPN           |
| 2025年6月25日  | 硝子の線     | 岡本太玖斗       |

## タイアップ一覧
| 使用年 | 曲名       | タイアップ                                                               |
| ------ | ---------- | ------------------------------------------------------------------------ |
| 2024年 | 包帯       | テレビ東京系ドラマ「ベイビーわるきゅーれ エブリデイ!」エンディングテーマ |
| 2025年 | がらすの線 | Webアニメ「タコピーの原罪」第1話～第5話 エンディングテーマ               |
| 2025年 | 硝子の線   | Webアニメ「タコピーの原罪」第6話 エンディングテーマ                      |

## ライブ

### ワンマンライブ
| 日程   | 日程                           | 公演名                        | 会場 | 備考                                                  |
| ------ | ------------------------------ | ----------------------------- | --- | ----------------------------------------------------- |
| 2022年 | 11月2日                        | 東京宣言                      | - 東京キネマ倶楽部 |                                                       |
| 2023年 | 2月19日・2月24日               | nai ma ze                     | - 2月19日 Spotify O-EAST - 2月24日 BIG CAT | BIG CATは現体制のTeleで初めてイベントライブをした会場 |
| 2023年 | 9月28日 - 12月1日              | 祝 ／ 呪                      | - 9月28日 PENNY LANE24 - 10月3日 名古屋CLUB QUATTRO - 10月5日 仙台Rensa - 10月11日 福岡BEAT STATION - 10月13日 なんばHatch - 10月15日 Zepp Shinjuku - 12月1日 Zepp DiverCity | Zepp DiverCityは追加公演                              |
| 2024年 | 6月1日 - 7月15日               | 箱庭の灯                      | - 6月1日 日本武道館 - 6月14日 新潟LOTS - 6月16日 仙台GIGS - 6月21日 広島クラブクアトロ - 6月22日 高松オリーブホール - 6月27日 Zepp Fukuoka - 6月29日 Zepp Nagoya - 7月9日 Zepp Osaka Bayside - 7月15日 Zepp Sapporo | ファイナルにて次のツアーを発表                        |
| 2025   | 3月1日 - 4月20日               | 残像の愛し方                  | - 3月1日 高松Festhalle - 3月7日 Blue LIVE HIROSHIMA - 3月15日 SENDAI GIGS - 3月21日 Zepp Osaka Bayside - 3月22日 Zepp Osaka Bayside - 3月28日 Zepp Fukuoka - 3月29日 Zepp Fukuoka - 4月2日 Zepp Nagoya - 4月3日 Zepp Nagoya - 4月6日 NIIGATA LOTS - 4月13日 Zepp Sapporo - 4月20日 横浜アリーナ |                                                       |
| 2025   | 4月23日                        | 残像の愛し方 アフターパーティ | - 4月23日 味園ユニバース |                                                       |
| 2025   | 2025年12月13日 - 2026年3月20日 | タイトル未定                  | 2025年 - 12月13日 幕張メッセ国際展示場9-11 2026年 - 2月7日（土）新潟LOTS - 2月14日（土）仙台GIGS - 2月15日（日）仙台GIGS - 2月23日（月祝）Zepp Sapporo - 2月28日（土）高松festhalle - 3月1日（日）岡山CRAZYMAMA KINGDOM - 3月6日（金）Zepp Nagoya - 3月7日（土）Zepp Nagoya - 3月13日（金）Zepp Fukuoka - 3月14日（土）Zepp Fukuoka - 3月19日（木）Zepp Osaka Bayside - 3月20日（金祝）Zepp Osaka Bayside |                                                       |

### フェス・イベント
| 日程                          | 公演名                                                                               | 会場                                               |
| ----------------------------- | ------------------------------------------------------------------------------------ | -------------------------------------------------- |
| 2022年5月2日                  | CONTACT!! Vol.19                                                                     | BIGCAT（大阪）                                     |
| 7月16日                       | フレンドパークアトラクションズ with フジファブリック                                 | BIGCAT（大阪）                                     |
| 8月27日                       | RUSH BALL 2022                                                                       | 泉大津フェニックス（大阪府）                       |
| 9月18日                       | WILD BUNCH 2022                                                                      | 山口きらら博記念公園                               |
| 11月16日                      | CONTACT!!Vol.22 -MINAMI WHEEL EDITION-                                               | BIGCAT（大阪）                                     |
| 12月24日                      | 拍手歌祭Vol.4                                                                        | 広島クラブクアトロ                                 |
| 12月25日                      | FM802 ROCK FESTIVAL RADIO CRAZY 2022 Spotify Early Noise LIVE HOUSE Antenna          | インテックス大阪                                   |
| 2023年4月2日                  | 若者のすべて #4                                                                      | 日比谷野外大音楽堂（東京）                         |
| 4月29日                       | ARABAKI ROCK FEST.23                                                                 | みちのく公園 北地区 エコキャンプみちのく（宮城県） |
| 5月3日                        | VIVA LA ROCK 2023                                                                    | さいたまスーパーアリーナ                           |
| 5月4日                        | JAPAN JAM 2023                                                                       | 千葉市蘇我スポーツ公園                             |
| 5月7日                        | FM802 Rockin’Radio! -OSAKA JO YAON-                                                  | 大阪城音楽堂                                       |
| 5月12日                       | BARIYOKA ROCK                                                                        | Zepp Fukuoka                                       |
| 5月28日                       | さよなら中野サンプラザ音楽祭 ※コロナにより中止                                       | 中野サンプラザ                                     |
| 6月3日                        | SAKAE SP-RING 2023                                                                   | 名古屋DIAMOND HALL                                 |
| 7月23日                       | NUMBER SHOT 2023                                                                     | Zepp Fukuoka                                       |
| 8月10日                       | ROCK KIDS 802-OCHIKEN Goes ON!!-SPECIAL LIVE HIGH!HIGH!HIGH! supported by ナカバヤシ | なんばHatch                                        |
| 8月12日                       | RISING SUN ROCK FESTIVAL 2023 in EZO                                                 | 石狩湾新港樽川ふ頭横野外特設ステージ               |
| 8月20日                       | SUMMER SONIC 2023                                                                    | MASSIVE STAGE                                      |
| 8月21日                       | TREASURE05X 2023 20th Anniversary ～THEATER OF ENVY～                                | Zepp Nagoya                                        |
| 8月27日                       | SWEET LOVE SHOWER 2023                                                               | 山梨県 山中湖交流プラザ きらら                     |
| 9月16日                       | WILD BUNCH FEST.2023                                                                 | 山口きらら博記念公園                               |
| 9月24日                       | BEAT PHOENIX 2023                                                                    | 福井PHOENIX PLAZA                                  |
| 12月17日                      | MERRY ROCK PARADE 2023                                                               | ポートメッセ名古屋                                 |
| 12月28日                      | FM802 ROCK FESTIVAL RADIO CRAZY                                                      | インテックス大阪                                   |
| 12月29日                      | Date fm RADIO GIGA 令和05                                                            | 仙台PIT                                            |
| 12月30日                      | COUNTDOWN JAPAN 23/24                                                                | 幕張メッセ国際展示場1〜8ホール・イベントホール     |
| 2024年2月15日                 | ライブナタリー“くるり × Tele”                                                        | KT Zepp Yokohama                                   |
| 3月1日                        | PLAYLIST presents「ヘッドフォンを外してvol.7」                                       | 豊洲PIT                                            |
| 3月17日                       | GOOD FLAGS                                                                           | 仙台PIT                                            |
| 3月23日                       | ツタロックフェス2024                                                                 | 幕張メッセ 9〜11                                   |
| 4月13日                       | FM NORTH WAVE & WESS PRESENTS IMPACT！XX                                             | Zepp Sapporo                                       |
| 4月27日                       | ARABAKI ROCK FEST.24                                                                 | みちのく公園北地区 エコキャンプみちのく            |
| 5月4日                        | JAPAN JAM 2024                                                                       | 千葉市蘇我スポーツ公園                             |
| 5月5日                        | VIVA LA ROCK 2024                                                                    | さいたまスーパーアリーナ                           |
| 5月11日                       | METROCK 2024（大阪）                                                                 | 堺市 海とのふれあい広場                            |
| 8月3日                        | ROCK IN JAPAN FES.2024                                                               | 千葉市蘇我スポーツ公園                             |
| 8月17日（大阪）、18日（東京） | SUMMER SONIC 2024                                                                    | 万博記念公園（大阪）                               |
| 9月1日                        | SWEET LOVE SHOWER 2024                                                               | 山梨県 山中湖交流プラザ きらら                     |
| 9月6日                        | LINK music vibes                                                                     | Zepp Haneda                                        |
| 10月14日                      | Eggs presents FM802 MINAMI WHEEL 2024                                                | BIG CAT（大阪）                                    |
| 10月27日                      | 麻布大学祭                                                                           | 麻布大学 麻布獣医学園アリーナ                      |
| 12月21日                      | MERRY ROCK PARADE 2024                                                               | ポートメッセ名古屋                                 |
| 12月27日                      | FM802 35th ANNIVERSARY“Be FUNKY!!”ROCK FESTIVAL RADIO CRAZY 2024ｰレディクレ15th-     | インテックス大阪                                   |
| 12月31日                      | COUNTDOWN JAPAN 24/25                                                                | 幕張メッセ                                         |
| 2025年5月4日                  | VIVA LA ROCK 2025                                                                    | さいたまスーパーアリーナ                           |
| 5月17日                       | FM802 MEET THE WORLD BEAT 2025                                                       | 万博記念公園自然文化園 もみじ川芝生広場            |
| 5月31日                       | GREEN FLASH FES 2025                                                                 | 芝政ワールド                                       |

### ラジオ番組
- 「MUSIC FREAKS」（FM802、2024年10月13日 - ） - レギュラーDJ